# Canton de Mézières-sur-Issoire
Pour les articles homonymes, voir Mézières.
Le canton de Mézières-sur-Issoire est une ancienne division administrative française située dans le département de la Haute-Vienne et la région Nouvelle-Aquitaine. À la suite du redécoupage cantonal de 2014, le canton est fondu dans celui de Bellac.

## Géographie
Ce canton était organisé autour de Mézières-sur-Issoire dans l'arrondissement de Bellac. Son altitude variait de 122 m (Bussière-Poitevine) à 492 m (Montrol-Sénard) pour une altitude moyenne de 265 m.

## Représentation

### Conseillers généraux de 1833 à 2015
| Période | Période      | Identité                                                                 | Étiquette | Qualité |
| ------- | ------------ | ------------------------------------------------------------------------ | --------- | --- |
| 1833    | 1848         | Louis-Eglantin Pressat                                                   |           | Avocat, maire de Saint-Barbant |
| 1848    | 1880 (décès) | Marquis Louis Stanislas Henri des Monstiers-Mérinville                   | Droite    | Propriétaire à Nouic |
| 1880    | 1901         | Marquis Jean-François Louis des Monstiers-Mérinville (fils du précédent) | Droite    | Propriétaire à Nouic |
| 1901    | 1914 (décès) | Louis Labuze                                                             | Rad.      | Trésorier-payeur général à Montpellier |
| 1914    | 1921 (décès) | Jean Pallier                                                             | Rad.      | Greffier de paix Maire de Mézières-sur-Issoire |
| 1921    | 1934         | Louis Alexandre Pinet,                                                   | RG        | Notaire à Mézières-sur-Issoire |
| 1934    | 1940         | Jean-Baptiste Ranger                                                     | Rad.      | Négociant Maire de Bussière-Poitevine Membre de la Commission administrative de la Haute-Vienne (1941-1942) Nommé conseiller départemental en 1942 |
|         |              |                                                                          |           | |
| 1945    | 1958         | Jean Bourdache                                                           | SFIO      | Représentant de commerce et Maire de Nouic |
| 1958    | 1982         | André Reynaud (1906-1996)                                                | SFIO-PS   | Maire de Mézières-sur-Issoire |
| 1982    | 2001         | Roger Villessot (1930-2020)                                              | PCF       | Maire de Gajoubert |
| 2001    | 2015         | Jean-Claude Bonnet                                                       | SE-DVG    | Maire de Mézières-sur-Issoire (2001-2008) |

### Conseillers d'arrondissement (de 1833 à 1940)
| Période                                  | Période | Identité                                           | Étiquette    | Qualité |
| ---------------------------------------- | ------- | -------------------------------------------------- | ------------ | --- |
| 1833                                     | 1842    | Gabriel Jollivet-Grandpré fils                     |              | Notaire royal, propriétaire à Saint-Barbant                                                                 |
| 1842                                     | 1848    | Léon Grateyrolle                                   |              | Notaire, maire de Nouic                                                                                     |
|                                          |         |                                                    |              | |
| av.1871                                  | 18..    | Eugène Desbordes                                   |              | |
|                                          |         |                                                    |              | |
| 1898                                     |         | Eugène Dony                                        | Radical      | Maire de Bussière-Boffy                                                                                     |
|                                          |         |                                                    |              | |
| 1919                                     | 1934    | Marquis Louis des Monstiers-Mérinville (1883-1950) | Nationaliste | Propriétaire à Nouic                                                                                        |
| 1934                                     | 1940    | André Bourgain                                     |              | Propriétaire à Saint-Martial                                                                                |
| 1940                                     |         |                                                    |              | Les conseils d'arrondissement ont été suspendus par la loi du 12 octobre 1940 et n'ont jamais été réactivés |
| Les données manquantes sont à compléter. |         |                                                    |              | |

## Composition
Le canton de Mézières-sur-Issoire groupe 9 communes et compte 3 706 habitants au recensement de 2010.
| Communes               | Population (2012) | Code postal | Code Insee |
| ---------------------- | ----------------- | ----------- | ---------- |
| Bussière-Boffy         | 357               | 87330       | 87026      |
| Bussière-Poitevine     | 928               | 87320       | 87028      |
| Gajoubert              | 172               | 87330       | 87069      |
| Mézières-sur-Issoire   | 860               | 87330       | 87097      |
| Montrol-Sénard         | 246               | 87330       | 87100      |
| Mortemart              | 116               | 87330       | 87101      |
| Nouic                  | 526               | 87330       | 87108      |
| Saint-Barbant          | 363               | 87330       | 87136      |
| Saint-Martial-sur-Isop | 138               | 87330       | 87163      |

## Démographie
| 1962  | 1968  | 1975  | 1982  | 1990  | 1999  | 2006  | 2010  |
| ----- | ----- | ----- | ----- | ----- | ----- | ----- | ----- |
| 4 737 | 5 355 | 4 771 | 4 335 | 3 826 | 3 671 | 3 725 | 3 706 |